# Pênis
O pênis (português brasileiro) ou pénis (português europeu) (do latim penis, "pincel"), também conhecido como falo e fálus, é o órgão sexual dos indivíduos do sexo masculino, dentre os vertebrados ou invertebrados que possuem órgãos sexuais. No ser humano, seu formato é cilíndrico, sendo formado por dois tipos de tecidos (dois corpos cavernosos e um corpo esponjoso) e, em sua extremidade, observa-se uma fenda, que é a terminação da uretra, canal este que escoa o esperma e a urina. É, portanto, um órgão que atua em duas funções: na reprodução e na excreção.

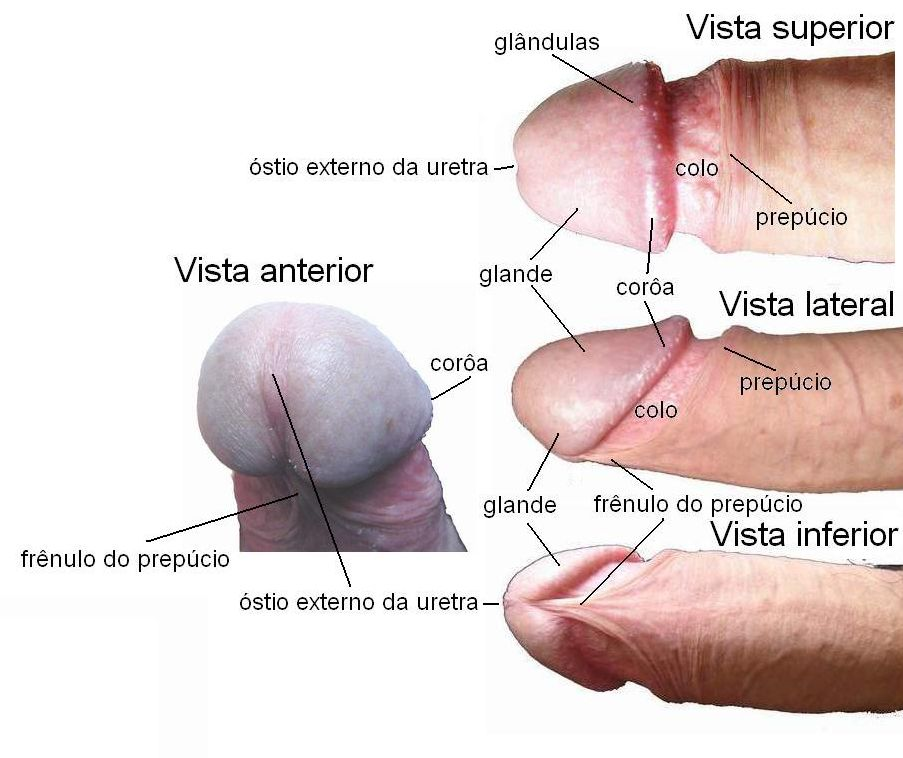
Anatomia e estruturas do pênis.

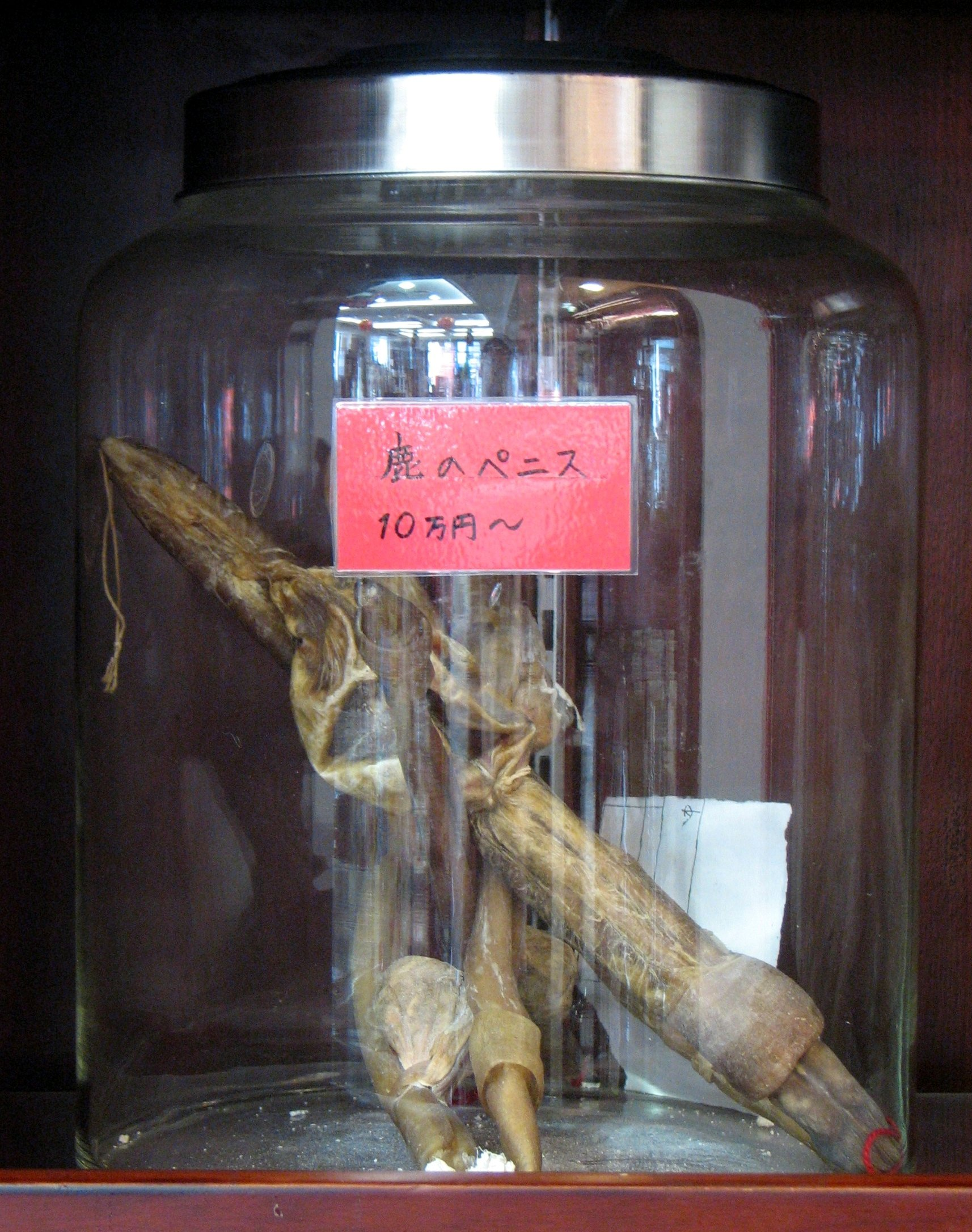
Na medicina tradicional chinesa, é acreditado que o pénis de cervo possui importantes propriedades terapéuticas. Farmácia chinesa em Yokohama, Japão por ¥100,000.

O termo "pênis" se aplica a muitos órgãos análogos de diversos animais, mas não a todos. Por exemplo, o órgão intromitente da maioria dos cefalópodes é o hectocotylus, um tentáculo especializado, e as aranhas macho usam seus pedipalpos. Mesmo dentro dos vertebrados existem variantes morfológicas com terminologia específica, tais como os hemipénes.
Na maioria das espécies de animais em que há um órgão que poderia razoavelmente ser descrito como um pênis, a função é apenas a transmissão do esperma à fêmea, mas nos mamíferos placentários o pênis suporta a parte distal da uretra, que descarrega tanto urina, durante a micção, quanto serve para realizar a cópula.

## Em diferentes animais

### Vertebrados

#### Pássaros
Muitas aves machos (por exemplo, galos e perus) têm uma cloaca (também presente na fêmea), mas não um pênis. Entre as espécies de pássaros com pênis estão os paleognathos e os Anatidae (Patos, gansos e cisnes). Um pênis de pássaro é diferente na estrutura do pênis do mamífero, sendo uma expansão erétil da parede cloacal e sendo erguido pela linfa, não sangue. É geralmente parcialmente emplumado e em algumas espécies apresenta espinhos e filamentos, e em estado flácido ondula dentro da cloaca. A marreca-rabo-de-espinho tem o maior pénis em relação ao tamanho de corpo, entre todos os vertebrados; enquanto geralmente cerca de metade do tamanho do corpo (20 cm), um espécime com um pênis de 42,5 cm de comprimento é documentado.
Enquanto a maioria das aves masculinas não têm genitália externa, as aves aquáticas masculinas (Anatidae) têm um falo. A maioria dos pássaros se acasalam com os machos equilibrando-se sobre as fêmeas e tocando as cloacas em um "beijo cloacal"; Isso torna muito difícil a coerção sexual. O falo que as aves aquáticas masculinas evoluíram para fora de seus corpos (em uma bobina no sentido horário) as auxilia na inseminação de fêmeas sem sua cooperação. A evolução masculina de aves aquáticas de um falo para copular vigorosamente com fêmeas levou a contra-adaptações em fêmeas na forma de estruturas vaginais chamadas sacos sem saída e bobinas no sentido horário. Estas estruturas tornam mais difícil aos machos atingirem a intromissão. As bobinas no sentido horário são significativas porque o falo macho se afasta de seu corpo em uma espiral no sentido anti-horário; Portanto, uma estrutura vaginal no sentido horário impediria a copulação forçada. Estudos têm mostrado que quanto mais longo é o falo masculino, mais elaboradas são as estruturas vaginais.

A marreca-rabo-de-espinho é notável por possuir, em relação ao comprimento do corpo, o maior pênis de todos os vertebrados; O pênis, que normalmente é enrolado em estado flácido, pode atingir cerca do mesmo comprimento que o próprio animal quando totalmente ereto, mas é mais comumente cerca de metade do comprimento do pássaro. É teorizado que o tamanho notável de seus pênis com pontas eriçadas pode ter evoluído em resposta à pressão competitiva nestas aves, altamente promíscuas, removendo o esperma de acasalamentos anteriores na forma de um pincel escova.

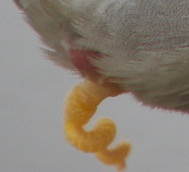
Pato-real com pseudo-pênis visível (cortado)

Emus macho e fêmea são semelhantes em aparência, embora o pênis do macho possa se tornar visível quando defeca.
O tinamou masculino tem um pênis em forma de saca-rolhas, semelhante ao dos ratites e ao hemipenis de alguns répteis. As fêmeas têm um pequeno órgão fálico na cloaca que se torna maior durante a época de reprodução.

#### Mamíferos
Como com qualquer outro atributo corporal, o comprimento e o perímetro do pênis podem ser altamente variáveis entre mamíferos de diferentes espécies.
Um músculo chamado o pénis está presente na maioria dos mamíferos, mas ausente em humanos, bovinos e cavalos.
Em mamíferos o pênis é dividido em três partes:
- A base: esta começa no caudal do arco pélvico isquial.
- Corpo: a parte do pênis que se estende da base.
- Glande: a extremidade livre do pénis.

As estruturas internas do pênis consistem principalmente de tecido cavernoso, que é uma coleção de sinusóides sanguíneos sinusoidais separados por folhas de tecido trabecular. Alguns mamíferos têm um monte de tecido erétil em relação ao tecido conjuntivo, por exemplo cavalos. Por causa disso, um pênis de cavalo pode ampliar mais do que um pênis de touro. A uretra está no lado ventral do corpo do pênis. Como regra geral, o pênis de um mamífero é proporcional ao seu tamanho corporal, mas isso varia muito entre as espécies  – , mesmo entre as próximas. Por exemplo, o pênis ereto de um adulto gorilla tem aproximadamente 4 cm (1,6 pol) de comprimento; Um adulto chimpanzé, significativamente menor (em tamanho corporal) do que um gorila, tem um tamanho de pênis cerca do dobro do gorila. Em comparação, o pênis humano é maior que o de qualquer outro primata, tanto em proporção ao tamanho do corpo quanto em termos absolutos.

##### Ungulados com pé (Artiodactyla)
Os pênis de ungulados de dedos pares são curvos em forma de S quando não eretos.
Quando se acasalam, a ponta do pénis de um antílope é a primeira parte a tocar a fêmea. O pénis do antílope tem aproximadamente 5 polegadas de comprimento, tem a forma de uma picareta. A frente da glândula do pênis de um antílope é relativamente plana, enquanto a parte de trás é relativamente grossa. O macho usualmente ejacula imediatamente após a penetração.
O pênis de um dromedário é coberta por uma bainha peniana triangular que se abre para trás, e possui de cerca de 60 cm (24 pol) de comprimento. Os cameleiros ajudam frequentemente o macho a entrar em seu pênis na vulva feminina, embora o macho seja considerado capaz de fazê-lo sozinho. Tempo de copulação varia de 7 a 35 minutos, com média de 11-15 minutos.
Touros tem um pénis fibro-elástico. Dada à pequena quantidade de tecido erétil, há pouco alargamento após a ereção. O pênis é bastante rígido quando não erecto, e torna-se ainda mais rígida durante a ereção. A protrusão não é afetada muito pela ereção, mas mais pelo relaxamento do músculo do pênis retractor e endireitamento de sinal de flexura

##### Outros mamíferos
O pênis dos hiracóides é complexo e distinto do outro gênero de hyrax. Ele tem um apêndice curto e fino dentro de um pênis tipo glande e mede mais do que 6 centímetros (2,4 pol) quando ereto. Adicionalmente, observou-se que o hyrax do arbusto também tem uma maior distância entre o ânus ea abertura prepucial em comparação com outros hyraxes.

Um elefante adulto tem o pênis mais largo que o de qualquer outro animal. O pênis de um elefante pode atingir um comprimento de 100 cm (39 pol) e um diâmetro de 16 cm (6 pol) na base. É em forma de S quando totalmente ereto e tem um orifício U [uretral externo (macho)] em forma de Y.  O pênis de um elefante é muito móvel, sendo capaz de se mover independentemente da pelve do macho.
Em tamanduás gigantes, o pênis (retraído) e os testículos estão localizados internamente entre o reto e a bexiga urinária.
Quando o armadillo masculino (Chaetophractus villosus) está sexualmente excitado, a determinação da espécie é mais fácil. Seu pênis pode ser tão longo quanto 35 milímetros (1,4 pol), e geralmente permanece completamente retirado dentro de um receptáculo de pele. Cientistas que realizam estudos sobre os músculos do pênis do C. Villosus revelaram que o comprimento do órgão sexual nessa espécie apresenta variabilidade. Durante as horas de vigília, ele permanece escondido por baixo de um receptáculo de pele, até ficar erecta e projeta-se para fora em uma direção rostral. Durante sua fase de sono de onda lenta, a protrusão do pênis faz alguns movimentos muito complexos. O pênis durante esta fase não fica ereto, mas permanece fora de seu receptáculo. Durante o sono paradoxal, não ocorrem ereções, e os músculos do pênis compartilham as características do resto do corpo.
A maioria dos marsupiais, com exceção das duas maiores espécies de cangurus e os Notoryctidaes (assumindo que estes últimos sejam verdadeiramente marsupiais), tem pênis bifurcado, separado em duas colunas, de modo que o orgão, nessas espécies tem duas extremidades correspondentes às duas vaginas das fêmeas.
Équidnas macho possuem um pênis de quatro cabeças. Durante o acasalamento, as cabeças de um lado "desligar" e não crescem em tamanho; Os outros dois são usados para liberar o sêmen no trato reprodutivo de duas ramificações da fêmea. As cabeças utilizadas são trocadas cada vez que o mamífero copula. Quando não em uso, o pênis é retraído dentro de um saco prepucial na cloaca. O pénis do echidna masculino é longo quando ereto, e seu eixo é coberto com espinhos penianos. The penis is nearly a quarter of his body length when erect. Cada lado do pênis, bilateralmente simétrico, tipo roseta, de quatro cabeças, semelhante ao dos répteis, tem 7 centímetros (2,8 pol) em comprimento, e é utilizado alternadamente, com a outra metade sendo desligada entre ejaculações.
Monotremados e Notoryctidaes são os únicos mamíferos em que o pênis está localizado dentro da cloaca.

#### Cavalos
- Walker, Donald F.; Vaughan, John T. (1 de junho de 1980). Bovine and equine urogenital surgery. [S.l.]: Lea & Febiger. ISBN 978-0-8121-0284-0. Consultado em 23 de julho de 2013
- «The Stallion: Breeding Soundness Examination & Reproductive Anatomy». University of Wisconsin-Madison. Consultado em 7 de julho de 2007. Arquivado do original em 16 de julho de 2007
- Munroe, Graham; Weese, Scott (15 de março de 2011). Equine Clinical Medicine, Surgery and Reproduction. [S.l.]: Manson Publishing. ISBN 978-1-84076-608-0. Consultado em 18 de fevereiro de 2014
- Budras, Klaus Dieter; Sack (1 de março de 2012). Anatomy of the Horse. [S.l.]: Manson Publishing. ISBN 978-3-8426-8368-6. Consultado em 1 de julho de 2013
- England, Gary (15 de abril de 2008). Fertility and Obstetrics in the Horse. [S.l.]: John Wiley & Sons. ISBN 978-0-470-75041-4. Consultado em 18 de fevereiro de 2014
- Equine Research (2004). Horse Conformation: Structure, Soundness, and Performance. [S.l.]: Lyons Press. ISBN 978-1-59228-487-0. Consultado em 23 de julho de 2013 [ligação inativa]
- Evans, James Warren (15 de fevereiro de 1990). The Horse. [S.l.]: W. H. Freeman. ISBN 978-0-7167-1811-6. Consultado em 23 de julho de 2013
- Hayes, M. Horace; Rossdale, Peter D. (março de 1988). Veterinary Notes for Horse Owners: An Illustrated Manual of Horse Medicine and Surgery. [S.l.]: Simon & Schuster. ISBN 978-0-671-76561-3. Consultado em 1 de julho de 2013
- McBane, Susan (2001). Modern Horse Breeding: A Guide for Owners. [S.l.]: Globe Pequot Press. ISBN 978-1-58574-389-6. Consultado em 18 de fevereiro de 2014 [ligação inativa]

#### Marsupiais
- Parker, Rick (13 de janeiro de 2012). Equine Science 4 ed. [S.l.]: Cengage Learning. ISBN 1-111-13877-X. Consultado em 18 de fevereiro de 2014
- Flannery, Tim (2008). Chasing Kangaroos: A Continent, a Scientist, and a Search for the World's Most Extraordinary Creature. [S.l.]: Grove/Atlantic, Incorporated. pp. 60–. ISBN 9780802143716. Consultado em 5 de maio de 2013
- Hunsaker, Don II (2 de dezembro de 2012). The Biology of Marsupials. [S.l.]: Elsevier Science. ISBN 978-0-323-14620-3. Consultado em 18 de fevereiro de 2014
- Jones, Menna E.; Dickman, Chris R.; Archer, Mike; Archer, Michael (2003). Predators With Pouches: The Biology of Carnivorous Marsupials. [S.l.]: Csiro Publishing. ISBN 9780643066342. Consultado em 5 de maio de 2013
- King, Anna (2001). «Discoveries about Marsupial Reproduction». Iowa State University Biology Dept. Consultado em 22 de novembro de 2012. Arquivado do original em 5 de setembro de 2012
- Stonehouse, Bernard; Gilmore, Desmond (1977). The Biology of marsupials. [S.l.]: University Park Press. ISBN 978-0-8391-0852-8. Consultado em 25 de julho de 2013
- Tyndale-Biscoe, C. Hugh (2005). Life of Marsupials. [S.l.]: Csiro Publishing. ISBN 978-0-643-06257-3. Consultado em 18 de fevereiro de 2014

#### Outros animais
- Austin, Colin Russell; Short, Roger Valentine (21 de março de 1985). Reproduction in Mammals: Volume 4, Reproductive Fitness. [S.l.]: Cambridge University Press. ISBN 978-0-521-31984-3. Consultado em 22 de julho de 2013
- Bassert, Joanna M.; McCurnin, Dennis M. (1 de abril de 2013). McCurnin's Clinical Textbook for Veterinary Technicians. [S.l.]: Elsevier Health Sciences. ISBN 1-4557-2884-5. Consultado em 18 de fevereiro de 2014
- Beck, Benjamin B.; Wemmer, Christen M. (1983). The Biology and management of an extinct species: Père David's deer. [S.l.]: Noyes Publications. ISBN 978-0-8155-0938-7. Consultado em 5 de julho de 2013
- Burns, Eugene (1953). The sex life of wild animals: a North American study. [S.l.]: Rinehart. Consultado em 23 de julho de 2013
- Carnaby, Trevor (22 de janeiro de 2007). Beat About the Bush: Mammals. [S.l.]: Jacana Media. ISBN 978-1-77009-240-2. Consultado em 19 de julho de 2013
- Brehm, Alfred Edmund (1895). «Brehm's Life of Animals». Chicago: A. N. Marquis & Company. Consultado em 8 de novembro de 2013
- Elbroch, Lawrence Mark; Kresky, Michael Raymond; Evans, Jonah Wy (7 de abril de 2012). Field Guide to Animal Tracks and Scat of California. [S.l.]: University of California Press. ISBN 978-0-520-95164-8. Consultado em 5 de julho de 2013
- Eltringham, Stewart Keith (1979). The ecology and conservation of large African mammals. [S.l.]: Macmillan. ISBN 978-0-333-23580-5. Consultado em 20 de julho de 2013
- Frandson, Rowen D.; Wilke, W. Lee; Fails, Anna Dee (30 de junho de 2009). Anatomy and Physiology of Farm Animals. [S.l.]: John Wiley & Sons. ISBN 978-0-8138-1394-3. Consultado em 1 de julho de 2013
- Geist, Valerius (1993). Elk Country. [S.l.]: T&N Children's Publishing. ISBN 978-1-55971-208-8. Consultado em 5 de julho de 2013
- Hayssen, Virginia Douglass; Tienhoven, Ari Van (1993). Asdell's Patterns of Mammalian Reproduction: A Compendium of Species-Specific Data. [S.l.]: Cornell University Press. ISBN 978-0-8014-1753-5. Consultado em 23 de julho de 2013
- Heptner, V. G.; Sludskii, A. A. (2002). Mammals of the Soviet Union. Vol. II, part 1b, Carnivores (Mustelidae and Procyonidae). [S.l.]: Washington, D.C. : Smithsonian Institution Libraries and National Science Foundation. ISBN 90-04-08876-8. Consultado em 8 de novembro de 2013
- Hoffmeister, Donald F. (2002). Mammals of Illinois. [S.l.]: University of Illinois Press. ISBN 978-0-252-07083-9. Consultado em 22 de julho de 2013
- Horowitz, Barbara N.; Bowers, Kathryn (12 de junho de 2012). Zoobiquity: What Animals Can Teach Us About Being Human. [S.l.]: Doubleday Canada. ISBN 978-0-385-67061-6. Consultado em 25 de julho de 2013
- Horwich, Robert H. (junho de 1972). The ontogeny of social behavior in the gray squirrel (Sciurus carolinensis). [S.l.]: P. Parey. ISBN 978-3-489-68036-9. Consultado em 23 de julho de 2013
- Jackson, Hartley H. (janeiro de 1961). Mammals of Wisconsin. [S.l.]: Univ of Wisconsin Press. ISBN 978-0-299-02150-4. Consultado em 22 de julho de 2013
- Journal of the Mammalogical Society of Japan. [S.l.]: The Society. 1986. Consultado em 5 de julho de 2013
- Khanna, Dev Raj; Yadav, P. R. (1 de janeiro de 2005). Biology Of Mammals. [S.l.]: Discovery Publishing House. ISBN 978-81-7141-934-0. Consultado em 20 de julho de 2013
- Kingdon, Jonathan (janeiro de 1984). East African Mammals: An Atlas of Evolution in Africa. Vol. I. [S.l.]: University of Chicago Press. ISBN 978-0-226-43718-7. Consultado em 22 de julho de 2013
- Kingdon, Jonathan; Michael Hoffmann, Meredith Happold, Jan Kalina, David+last2=Happold; Butynski, Thomas (23 de maio de 2013). Mammals of Africa. [S.l.]: A&C Black. ISBN 978-1-4081-8996-2. Consultado em 20 de julho de 2013
- König, Horst Erich; Liebich, Hans-Georg (2007). Veterinary Anatomy of Domestic Mammals: Textbook and Atlas. [S.l.]: Schattauer Verlag. ISBN 978-3-7945-2485-3. Consultado em 23 de julho de 2013
- Kotpal, R. L. (2010). Modern Text Book Of Zoology Vertebrates. [S.l.]: Rastogi Publications. ISBN 978-81-7133-891-7. Consultado em 23 de julho de 2013
- Krause, William J. (1 de março de 2008). An Atlas of Opossum Organogenesis. [S.l.]: Universal-Publishers. ISBN 978-1-58112-969-4. Consultado em 20 de julho de 2013
- Linzey, Donald W. (28 de dezembro de 2011). Vertebrate Biology. [S.l.]: JHU Press. ISBN 978-1-4214-0040-2. Consultado em 20 de julho de 2013
- Lukefahr, Steven D.; Cheeke, Peter R.; Patton, Nephi M. (2013). Rabbit Production. [S.l.]: CABI. ISBN 978-1-78064-012-9. Consultado em 20 de julho de 2013
- Natural History Bulletin of the Siam Society. [S.l.: s.n.] 1975. Consultado em 5 de julho de 2013
- Rose, Kenneth D.; Archibald, J. David (22 de fevereiro de 2005). The Rise of Placental Mammals: Origins and Relationships of the Major Extant Clades. [S.l.]: JHU Press. ISBN 978-0-8018-8022-3. Consultado em 22 de julho de 2013
- Roze, Uldis (2009). The North American Porcupine. [S.l.]: Cornell University Press. ISBN 978-0-8014-4646-7. Consultado em 25 de julho de 2013
- Sarkar, Amita (1 de janeiro de 2003). Sexual Behaviour In Animals. [S.l.]: Discovery Publishing House. ISBN 978-81-7141-746-9. Consultado em 20 de julho de 2013
- Schatten, Heide; Constantinescu, Gheorghe M. (21 de março de 2008). Comparative Reproductive Biology. [S.l.]: John Wiley & Sons. ISBN 978-0-470-39025-2. Consultado em 23 de julho de 2013
- Small, Meredith F. (1993). Female Choices: Sexual Behavior of Female Primates. [S.l.]: Cornell University Press. ISBN 978-0-8014-8305-9. Consultado em 23 de julho de 2013
- Skinner, J. D.; Chimimba, Christian T. (15 de novembro de 2005). The Mammals of the Southern African Sub-region. [S.l.]: Cambridge University Press. ISBN 978-0-521-84418-5. Consultado em 19 de julho de 2013
- Staker, Lynda (2006). The Complete Guide to the Care of Macropods: A Comprehensive Guide to the Handrearing, Rehabilitation and Captive Management of Kangaroo Species. [S.l.: s.n.] ISBN 978-0-9775751-0-7. Consultado em 19 de julho de 2013
- Strum, Shirley C.; Fedigan, Linda Marie (15 de agosto de 2000). Primate Encounters: Models of Science, Gender, and Society. [S.l.]: University of Chicago Press. ISBN 978-0-226-77754-2. Consultado em 22 de julho de 2013
- Sturtz, Robin; Asprea, Lori (30 de julho de 2012). Anatomy and Physiology for Veterinary Technicians and Nurses: A Clinical Approach. [S.l.]: John Wiley & Sons. ISBN 978-1-118-40585-7. Consultado em 22 de julho de 2013
- Peter J Chenoweth; Steven Lorton (30 de abril de 2014). Animal Andrology: Theories and Applications. [S.l.]: CABI. ISBN 978-1-78064-316-8
- Verts, B. J.; Carraway, Leslie N. (1998). Land Mammals of Oregon. [S.l.]: University of California Press. p. 41. ISBN 978-0-520-21199-5. Consultado em 20 de julho de 2013
- Wilson, Don E.; Reeder, DeeAnn M. (16 de novembro de 2005). Mammal Species of the World: A Taxonomic and Geographic Reference. [S.l.]: JHU Press. ISBN 0801882214. Consultado em 20 de julho de 2013